# Paragigagnathus desertorum
Paragigagnathus desertorum är en spindeldjursart som först beskrevs av Amitai och Swirski 1978.  Paragigagnathus desertorum ingår i släktet Paragigagnathus och familjen Phytoseiidae. Inga underarter finns listade i Catalogue of Life.